# Hilalpur, Homnabad
Hilalpur là một làng thuộc tehsil Homnabad, huyện Bidar, bang Karnataka, Ấn Độ.